# بيتانت (آن)
بيتانت (بالفرنسية: Bettant)‏ هي بلدية فرنسية تقع في إقليم الآن في فرنسا. رمز إنسي لها هو:1041. أما الرمز البريدي لها فهو: 1500.